# Variabilität (Volksdichtung)
Variabilität bezeichnet in der schriftlich fixierten Kunstmusik zur Unterscheidung von der Variation die planvolle Abwandlung. Die „Variante“ ist in der Germanistik die „Abweichung von der Lesart eines textkritisch erarbeiteten Haupttextes“. In der Folkloristik (vergleiche literarische Volkskunde) dagegen ist die Variante die einzelne, für sich gültige Aufzeichnung eines überlieferten Textes bzw. einer Melodie.
„Variabilität“, Veränderlichkeit, „Umsingen“, ist ein Hauptkennzeichen einer Dichtung (und einer Melodiegestaltung), die unter den Bedingungen mündlicher Überlieferung entstanden ist und überliefert wird. Prägnantes Beispiel dafür ist das Volkslied, dessen Tradierungsgeschichte nahelegt, nicht einen einzelnen, festgelegten Text zu interpretieren, sondern möglichst die Gesamtheit vieler Varianten eines Liedtyps im Auge zu behalten (Gleiches gilt für die Melodie; wir betrachten hier besonders die Aspekte des Textes). Im Gegensatz zur Hochliteratur existiert in der Volksdichtung kein einzelner, autorisierter Text, sondern Inhalte und Gestaltung werden jeweils neu aktualisiert und dem Milieu der jeweiligen Überlieferungsträger angepasst. Variabilität erweckt damit den Anschein der Improvisation.
„Kein Sänger ist imstande, das gleiche Lied [vor allem die Melodie] so zu wiederholen, wie er es eben gesungen hat“. Umsingeprozesse gelten als „positives Merkmal“ des Volksliedes; die Bildung von Varianten ist ein Hauptkennzeichen des Volksliedes.
Vor allem der Liedanfang variiert in hohem Maße und etwa bei dem Lied „Auf der Eisenbahn bin ich gefahren ...“ in dem weiten Spektrum von: Auf der Südbahn ..., Auf der Wildbahn ..., Auf der Elbe .., Auf Urlaub ..., Auf dem Weltbau [!]..., Auf die Werbung [!]..., Auf der Willfahrt [!]..., Auf dem Wildfang [!]..., Auf dem Wildbach ..., Auf die Reise ..., Auf dem Meer ..., An dem Ölbach ..., Auf dem Rhein ... und so weiter. Einen Grund für Variabilität erkennt man im Fehlhören („stille Post“) und in der kreativen Umformung von falsch Gehörtem (kollektives Fehlhören).
Variabilität ist aber in der Regel durchaus sinnstiftend. Mit der neuen Textperspektive wird eine neue Wertung verbunden, und derart wird ein Text aktualisiert. „Ein Mädchen holder Mienen, schön Hannchen, saß im Grünen ...“ wird entsprechend unter anderem zu: Es saß ein adliges Mädchen an seinem Spinnerrädchen ..., Es sitzet ein armes Mädchen ..., Es war einmal ein Mädchen, das spinnt an seinem Rädchen ..., Im Schatten grüner Bäume schlaf ich so sanft ..., Im grünen Wald am Rheine, da sitzt ein Mädchen alleine .., Klein Hannchen in der Mühle ..., Klein Elschen in der Mühle saß eines Abends kühle ... und so weiter. Die erzählte Liedgeschichte bekommt stichwortartig (adlig, arm, ich, allein) eine bestimmte, neue Wendung, die assoziativ zwischen den Zeilen weitergetragen wird und jeweils ihre eigene Deutung des Geschehens vermittelt.
Als Gegengewicht zur Variabilität wirkt die für die mündliche Überlieferung notwendige Formelhaftigkeit des Textes, der einfach überlieferbar sein muss, um zu bestehen. Im erzählenden Lied wie in der Volksballade wird ein stereotypes Erzählgerüst von epischen Formeln getragen, die den Text stabilisieren, aber auch seiner Individualität berauben. Epische Formeln sind das auffälligste Gattungsmerkmal der Volksballade.
Die Intensität der Aneignung eines Liedes, die Häufigkeit des Singens eines bestimmten Liedes in mündlicher Überlieferung beeinflusst die Variationsbreite von Text und Melodie. Auch über lange Zeiträume hinweg wird sich die Variabilität verstärken.